# I'm Talking About You
Singles de Chuck Berry
Jaguar and Thunderbird / Our Little Rendezvous Go-Go-Go /
 Come On
I'm Talking About You est une chanson de Chuck Berry, sortie en 45 tours en février en 1961 et  incluse dans l'album New Juke Box Hits. Cette chanson est reprise par The Hollies, The Yardbirds et The Rolling Stones et souvent chantée en spectacle en début de carrière par les Beatles.

## Historique
La chanson est une déclaration d'amour d'un homme qui rencontre une belle femme. La chanson sort en single en février 1961 avec en face B Little Star.

## Reprises

### The Beatles
Pistes inédites enregistrées à la BBC
Don't Ever Change
(Live at the BBC) Beautiful Dreamer (On Air)
Les Beatles l'ont jouée au Star-Club à Hambourg, fin décembre 1962, où un enregistrement amateur a été fait et publié en 1977 sur le bootleg Live! at the Star-Club in Hamburg, Germany; 1962.
Le groupe l'a aussi enregistrée pour la BBC le 16 mars 1963, au studio 3A du Broadcasting House de Portland Place à Londres, pour l'émission radio Saturday Club (en) diffusée en direct à dix heures du matin. Les six chansons jouées lors de la séance n'ont pas pu être préenregistrées comme à l'habitude car John Lennon souffrait, les jours précédents, d'un vilain rhume. Non retenue pour le premier volume des enregistrements de la BBC, cette version n'a été commercialisée qu'en 2013 sur On Air - Live at the BBC Volume 2. C'est la neuvième et dernière reprise de Berry publiée par le groupe de Liverpool.
Le riff de guitare basse, joué originellement par Willie Dixon, a été repris par Paul McCartney pour sa chanson I Saw Her Standing There placée en ouverture de Please Please Me, leur premier 33 tours.

#### Personnel
- John Lennon – chant, guitare rythmique
- Paul McCartney – basse
- George Harrison – guitare solo
- Ringo Starr –  batterie

### The Rolling Stones
Pistes de Out of Our Heads
Gotta Get Away
(6) Cry to Me
(8)
La chanson est enregistrée par les Rolling Stones lors des séances du 5 et 6 septembre 1965 dans les studios de la RCA Records à Los Angeles. Pour cette version, le groupe préfère ralentir le rythme mettant à l'avant plan la basse de Bill Wyman. Elle sort, avec le nom Talkin' 'Bout You, le 24 septembre 1965 sur l'album britannique Out of Our Heads. Aux Etats-Unis, la chanson parait sur l'album December's Children (And Everybody's) le 4 décembre suivant.

#### Personnel
- Mick Jagger - chant
- Brian Jones - guitare électrique
- Keith Richards - guitare électrique, chœurs
- Bill Wyman - basse
- Charlie Watts - batterie

### Autres versions
Deux autres groupes de Liverpool ont enregistré cette chanson; Faron's Flamingos, publiée en 1963 sur This Is Merseybeat Volume 1 et The Liverbirds deux ans plus tard sur leur album Star-Club Show 4,.
Cette chanson a été aussi reprise par The Hollies sur l'album Stay with the Hollies en 1964, Ricky Nelson sur Spotlight on Rick en 1964, Dr. Feelgood sur l'album live Stupidity en 1976, Hot Tuna sur l'album live Double Dose en 1978, Roger Chapman and the Shortlist sur scène sur le disque  Live In Hamburg en 1979 et Delbert McClinton sur Keeper Of The Flame la même année.
Une démo par les Yardbirds a été publiée en bonus dans la réédition de 2001 du disque For Your Love cette fois avec le titre écrit Talkin' About You.
Le groupe finlandais Hurriganes (fi) l'a inclus sur leur album Crazy Days en 1975 tandis qu'elle paraît en 1988 sur l'album posthume Anthology du groupe italien The Rokes.